# Cattedrale di Burgos
La cattedrale di Burgos (spagnolo: Catedral de Burgos) è una cattedrale gotica situata a Burgos, Spagna. È dedicata alla Vergine Maria ed è famosa per la sua architettura unica e per le dimensioni.

## Storia
La costruzione della cattedrale venne ordinata da Ferdinando III di Castiglia e da Maurizio, vescovo di Burgos inglese per nascita. L'intenzione del re era quella di ampliare il tempio in cui si sarebbero celebrate le sue nozze con Beatrice di Svevia. Per questo egli contava sulle sue buone relazioni con il vescovo che, con un viaggio in Francia, era andato a prendere la futura regina per accompagnarla dal suo re. I lavori iniziarono sul luogo di una precedente cattedrale romanica il 21 luglio 1221, partendo dall'abside che venne completata in nove anni. L'altare maggiore venne consacrato la prima volta nel 1260, dopodiché ci fu un vuoto di almeno due secoli prima che la costruzione riprendesse. La cattedrale venne completata nel 1567 con la costruzione della guglia posta all'incrocio ("crucero") del transetto e della navata principale.
I principali architetti responsabili della costruzione furono un francese del XIII secolo ed un tedesco del XV. Nel 1417 il vescovo di Burgos presenziò al concilio di Costanza tornando con il capomastro Giovanni di Colonia (Juan de Colonia), il quale terminò le torri con guglie di pietra.
Nel 1919 la cattedrale divenne il luogo di sepoltura di Rodrigo Díaz conte di Bivar ("El Cid"), e della di lui moglie Doña Jimena. Il 31 ottobre 1984 l'UNESCO inserì la cattedrale tra i Patrimoni dell'umanità, unica cattedrale spagnola ad averne l'onore.

## Architettura
La parte occidentale in stile gotico francese (quindicesimo secolo) è costeggiata da torri a sezione quadrata sovrastate da guglie ottagonali coperte da opere in pietra. La facciata, su tre piani, ha una tripla entrata con arco ogivale, ed una galleria racchiusa da una balaustra pinnacolata e da un rosone. Al piano superiore si trovano due finestre ogivali a doppio arco e statue su piedistalli, coronate da una balaustra e lettere scolpite nella pietra: PULCHRA ES ET DECORA, al centro della quale si trova una statua della Vergine Maria. Sulle torri si trovano molte balaustre e terrazze, con altre scritte incise. Le punte dei pinnacoli ottagonali terminano nei quattro angoli.
La pianta cruciforme, con una navata centrale e larghe navate laterali, è pressoché nascosta all'esterno dall'aggiunta di diciannove cappelle effettuata in tutti gli angoli della navata e in corrispondenza del transetto, dagli stupendi chiostri del quattordicesimo secolo a nord-ovest e dal palazzo arcivescovile a sud-ovest. Le tre navate interrotte da una sola crociera rimandano alle cattedrali di Coutances, Pontigny e Bourges. Sopra la tripla entrata della facciata principale (quella occidentale) si trovano due torri alte ed eleganti, coronate da guglie. Molti degli altari, delle cappelle e dei monumenti situati nella cattedrale sono di interesse storico ed artistico. Le sculture della facciata della crociera rimandano alle scuole di Reims e Amiens.
Il portone settentrionale del transetto, noto come "portada de la Coronería", può vantare le statue dei dodici apostoli. Sopra le statue alcune finestre ogivali e due guglie contornano il portone. Il portone meridionale mostra gli evangelisti ai loro scrittoi.
La grande cappella ottagonale del conestabile è costruita in stile gotico flamboyant, piena di cavalieri, angeli ed araldica. Era destinata ad ospitare le spoglie del connestabile di Castiglia Pedro Fernández de Velasco y Manrique e della sua famiglia.

## La moneta commemorativa

Nel 2012 la zecca spagnola ha dedicato una moneta commemorativa da 2 euro alla cattedrale.

## Galleria d'immagini

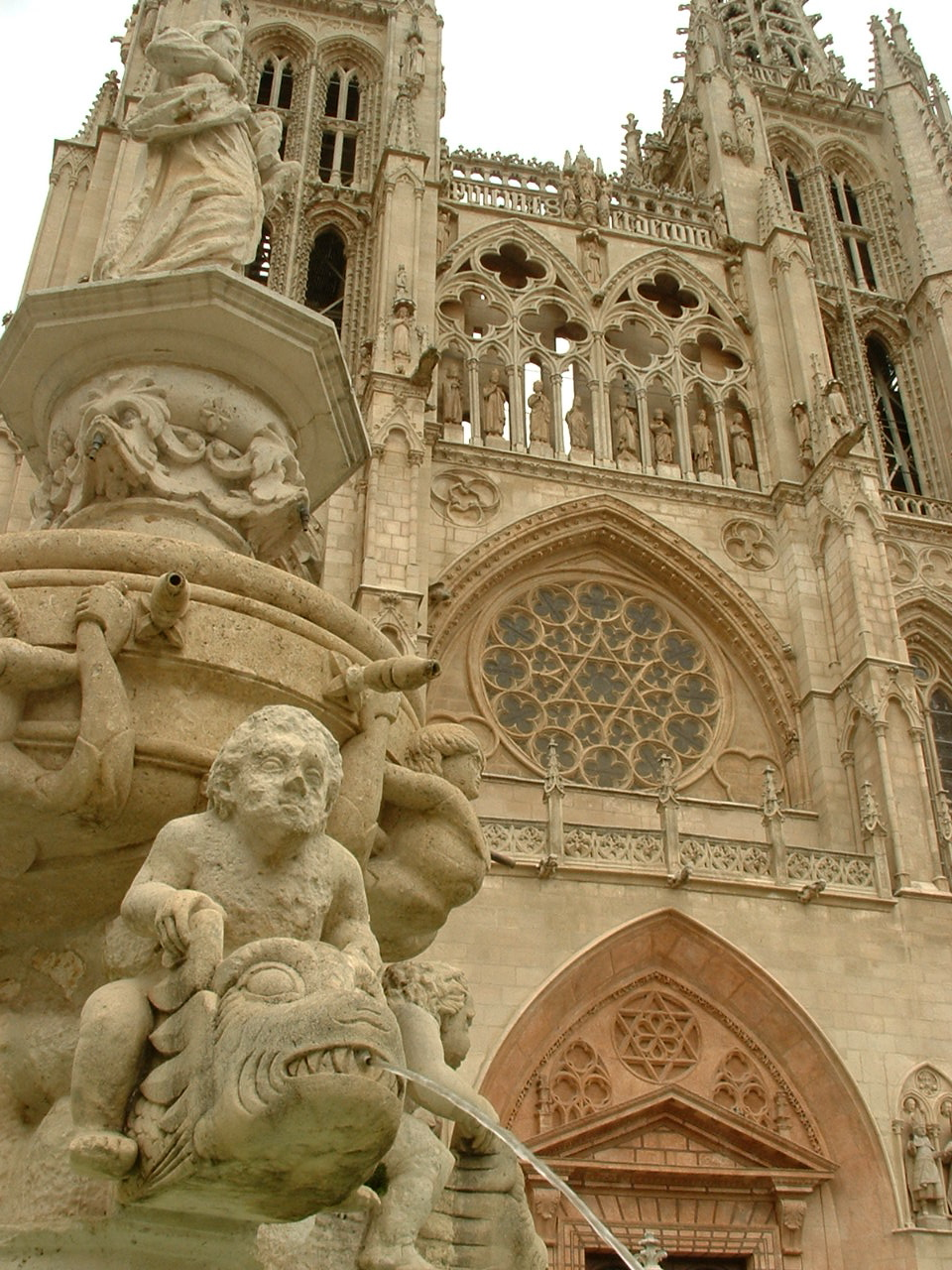
Facciata della Cattedrale, con la fontana di Santa María
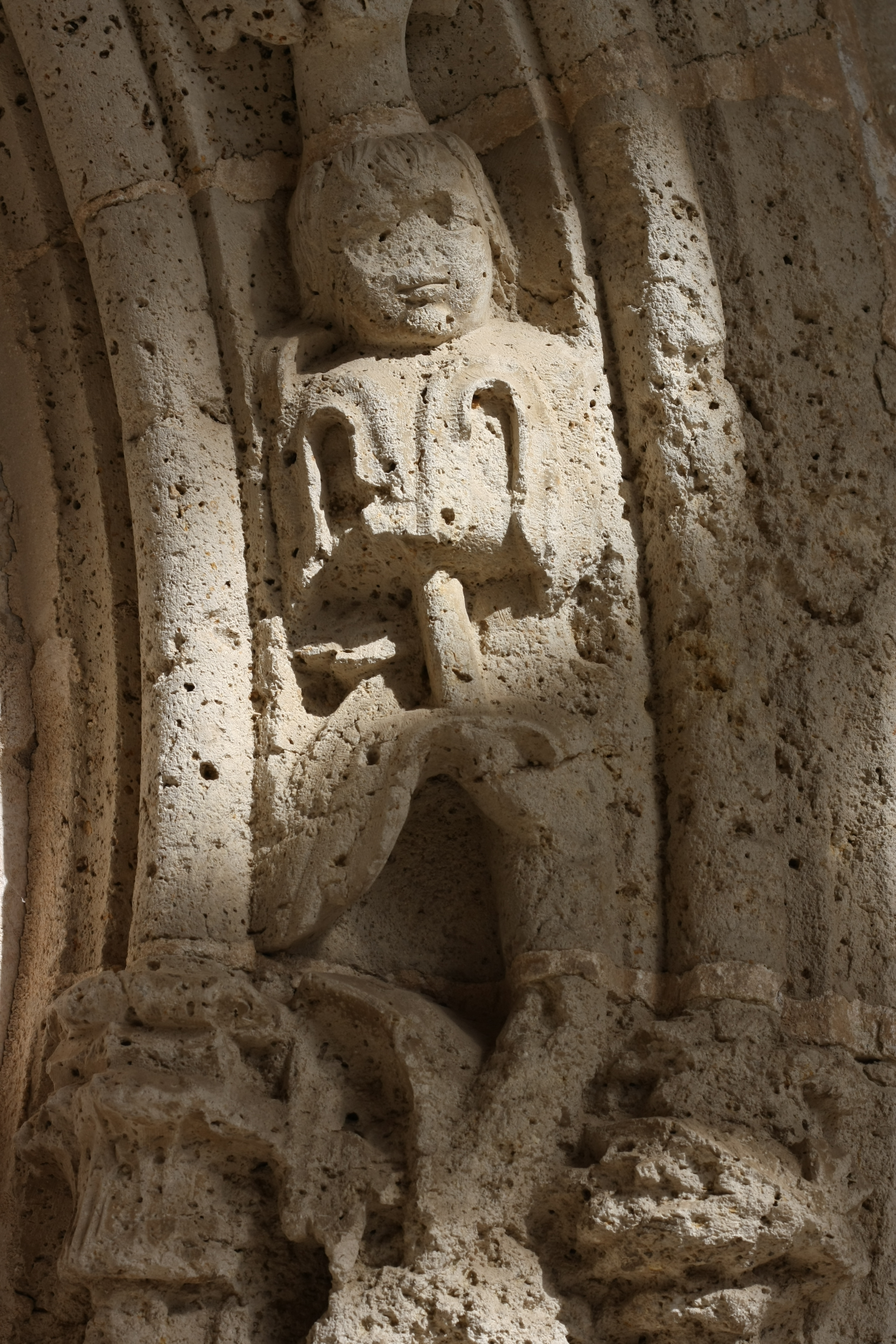
Particolare della decorazione
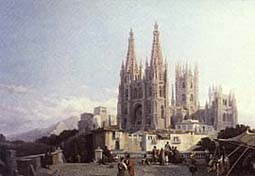
Vista generale della cattedrale
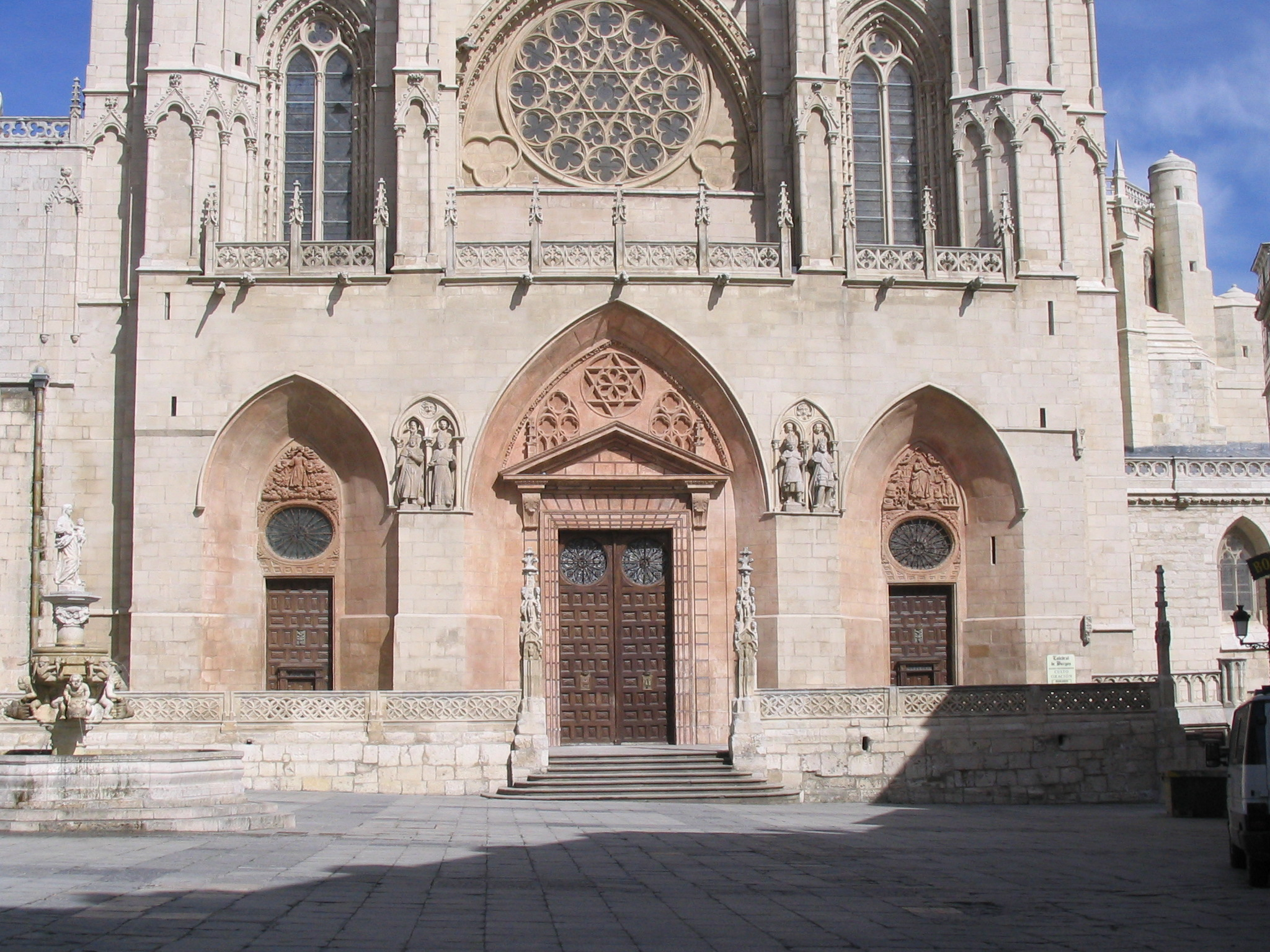
Entrata principale della Cattedrale
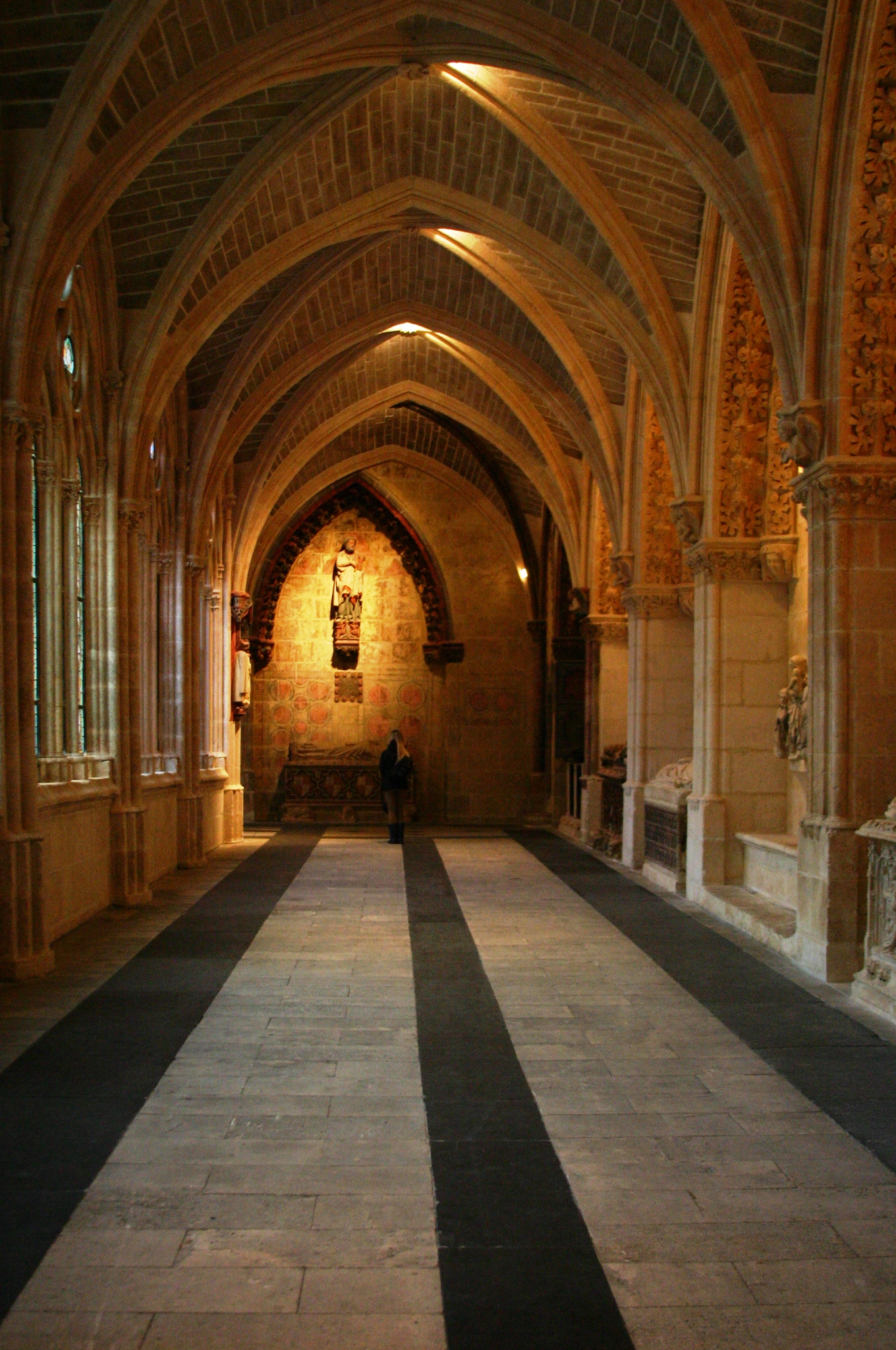
Vista di un corridoio